# Tomás Solís Nova
Tomás Enrique Solís Nova (* Coelemu, 28 de septiembre de 1934) es un profesor y político chileno, exdiputado y exalcalde de la comuna de Chiguayante. 
Estudió en la Escuela Rural Nº27 de Itata y en la Escuela N.º 6 de Coelemu. Ingresó a la Escuela Normal Juan Madrid de Chillán donde se tituló como profesor normalista. De forma paralela a su trabajo como docente entró al mundo de la política cuando ingresa a las Juventudes Comunistas. En esa época participa como dirigente en la Federación de Educadores y de la Central Única de Trabajadores. Fue elegido regidor de Concepción desde 1963 a 1969, siendo alcalde subrogante durante la administración de Guillermo Aste. 
El año 1969 se presentó como candidato a diputado por el Partido Comunista, siendo electo y representado a la Provincia de Concepción. Durante su gestión integró la Comisión Permanente de Obras Públicas y Transportes, y presentó cuatro mociones que llegaron a ser Ley. Dejó sus funciones el día 15 de marzo de 1973, tras finalizar su período parlamentario.
Tras el Golpe de Estado del 11 de septiembre de 1973 se fue exiliado a Hungría, donde llegó a ser presidente de la Comunidad Chilena en aquel país.
Vuelve a Chile en 1990 y en 1996 se presenta como candidato independiente (apoyado por el Partido Socialista) a alcalde de la recientemente creada comuna de Chiguayante, obteniendo el sillón edicilio. Fue reelecto el año 2000, y desde 2004 se presentó a las elecciones como militante socialista. El año 2012, y tras perder en las primarias socialistas frente a Antonio Rivas, no repostuló a su cargo.

## Historial electoral

### Elecciones municipales de 1996
- Elecciones municipales de 1996, para la alcaldía de Chiguayante [1]

(Se consideran sólo los 6 candidatos más votados, de un total de 15 candidatos)

### Elecciones municipales de 2000
- Elecciones municipales de 2000, para la alcaldía de Chiguayante [2]

(Se consideran sólo los 6 candidatos más votados, de un total de 16 candidatos)

### Elecciones municipales de 2004
- Elecciones municipales de 2004, para la alcaldía de Chiguayante[3]

### Elecciones municipales de 2008
- Elecciones municipales de 2008, para la alcaldía de Chiguayante[4]